# 현대 미스트라
현대 미스트라(Hyundai Mistra, 现代名图 )는 현대자동차의 첫 중국 전략 차종이다.

## 1세대(CF)

### 미스트라(2013년11월~현재)

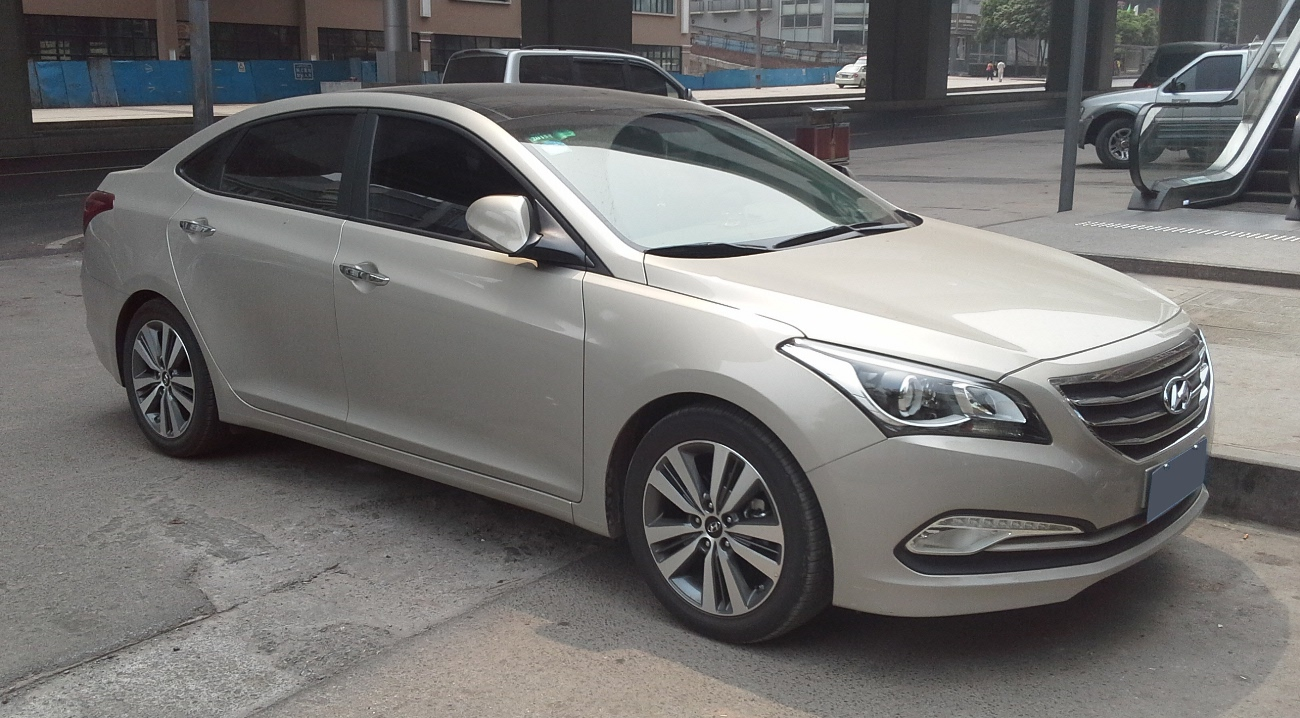
현대 미스트라 정측면

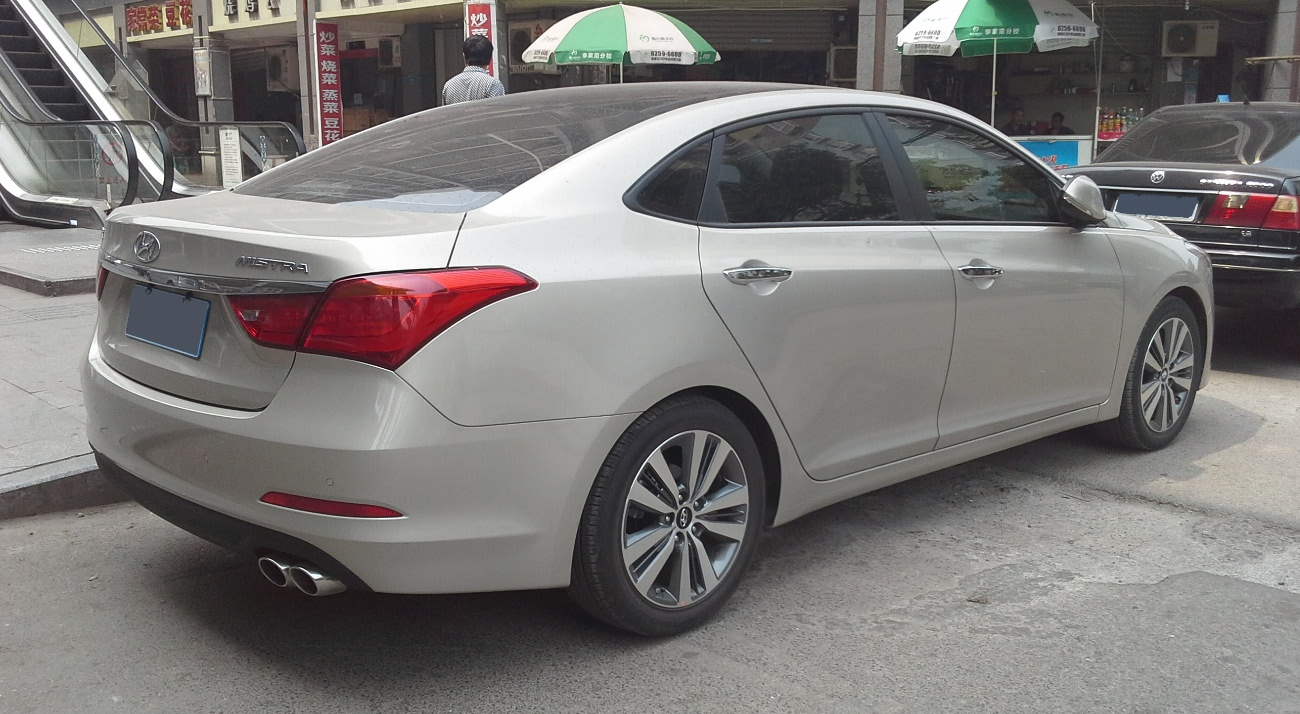
현대 미스트라 후측면

2013년 4월에 개최된 상하이 모터쇼에서 쇼 카가 처음 공개되었다. 프로젝트명은 CF로, i40를 기반으로 만들어졌다. 차체 크기는 전장 4,710mm, 전폭 1,820mm, 전고 1,470mm, 축거 2,770mm이다. 현지 취향을 고려해 대형 라디에이터 그릴, 강한 인상의 안개등과 인테이크 홀이 적용되었다. 영문명인 미스트라 외에 한문명은 밍투(名圖)로, 원대한 의지와 미래를 품는다는 의미의 중국어 밍즈투위엔(名志圖遠)의 약자이다. 2013년 11월부터 양산형의 판매가 개시되었고, 중국 전략 차종이기에 대한민국과 미국 등에서는 판매되지 않는다. 1.8L 누우 엔진과 2.0L 누우 엔진이 장착되고, 여기에 6단 수동변속기 (1.8L 누우 엔진에만 적용) 또는 6단 자동변속기가 조합된다. 공개되었을 당시에는 간혹 중국형 7세대 쏘나타(LF)로 잘못 알려져 있으나, 전혀 다른 별개의 차종이다. 7세대 쏘나타(LF) 역시 중국 현지에서 미스트라의 상급 모델이자 별도로 판매되었다.

## 2세대(DU2)

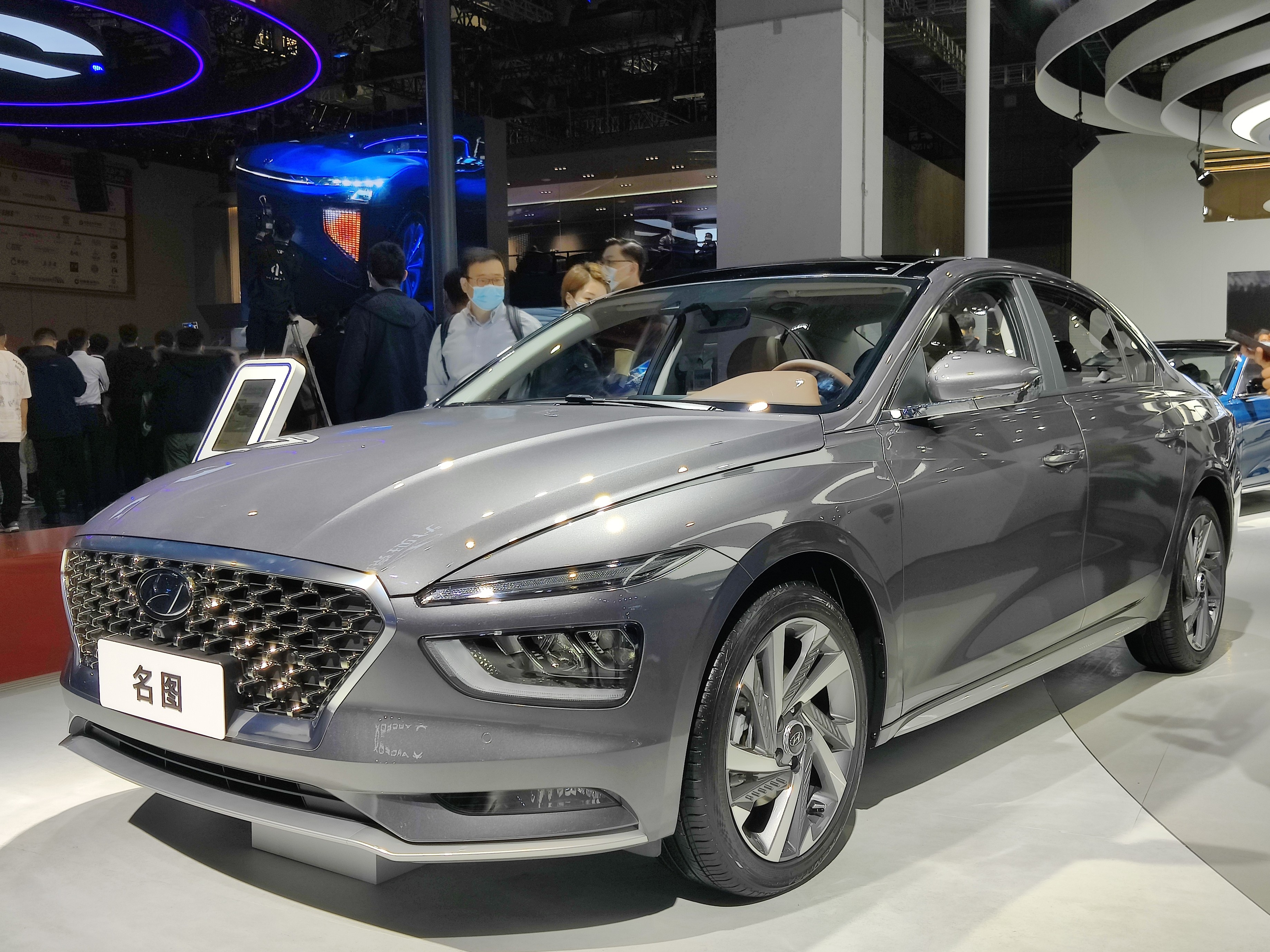
현대 미스트라 정측면

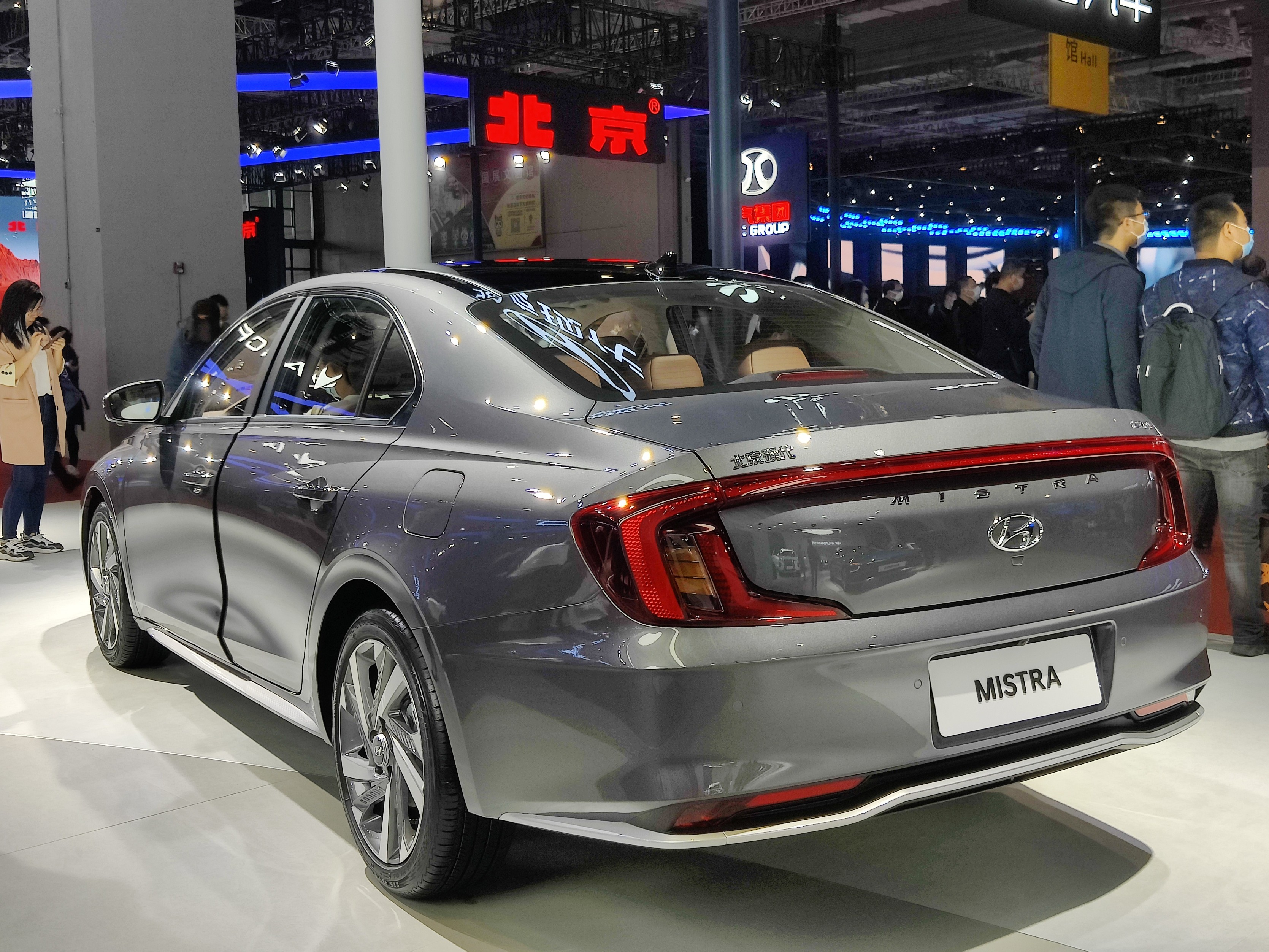
현대 미스트라 후측면

2020년 광저우 모터쇼에서 처음 공개 되었고, 2021년 출시되었으며, 현대 쏘나타 DN8과 같은 플랫폼으로 개발되었다.

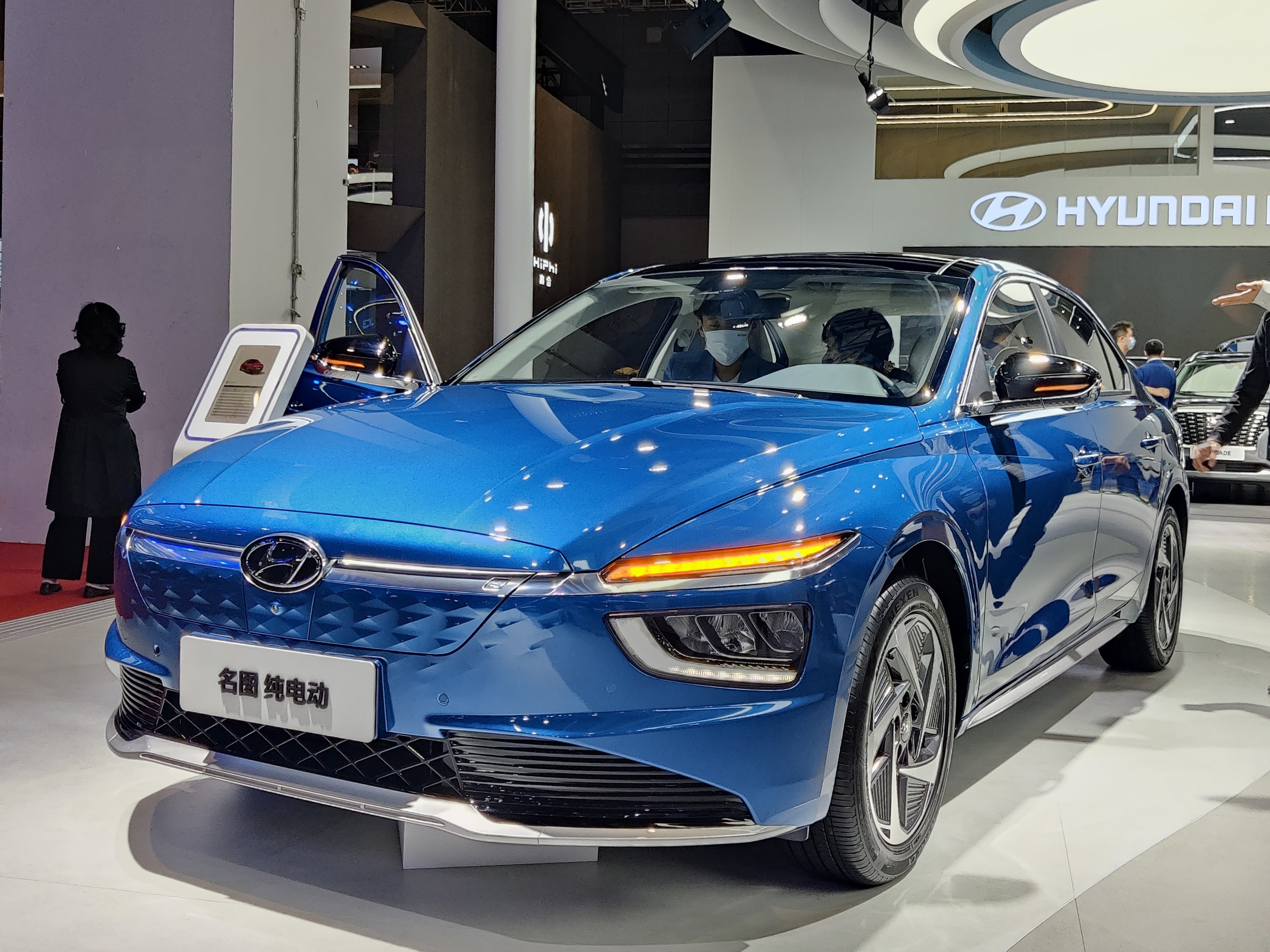
현대 미스트라 EV 정측면
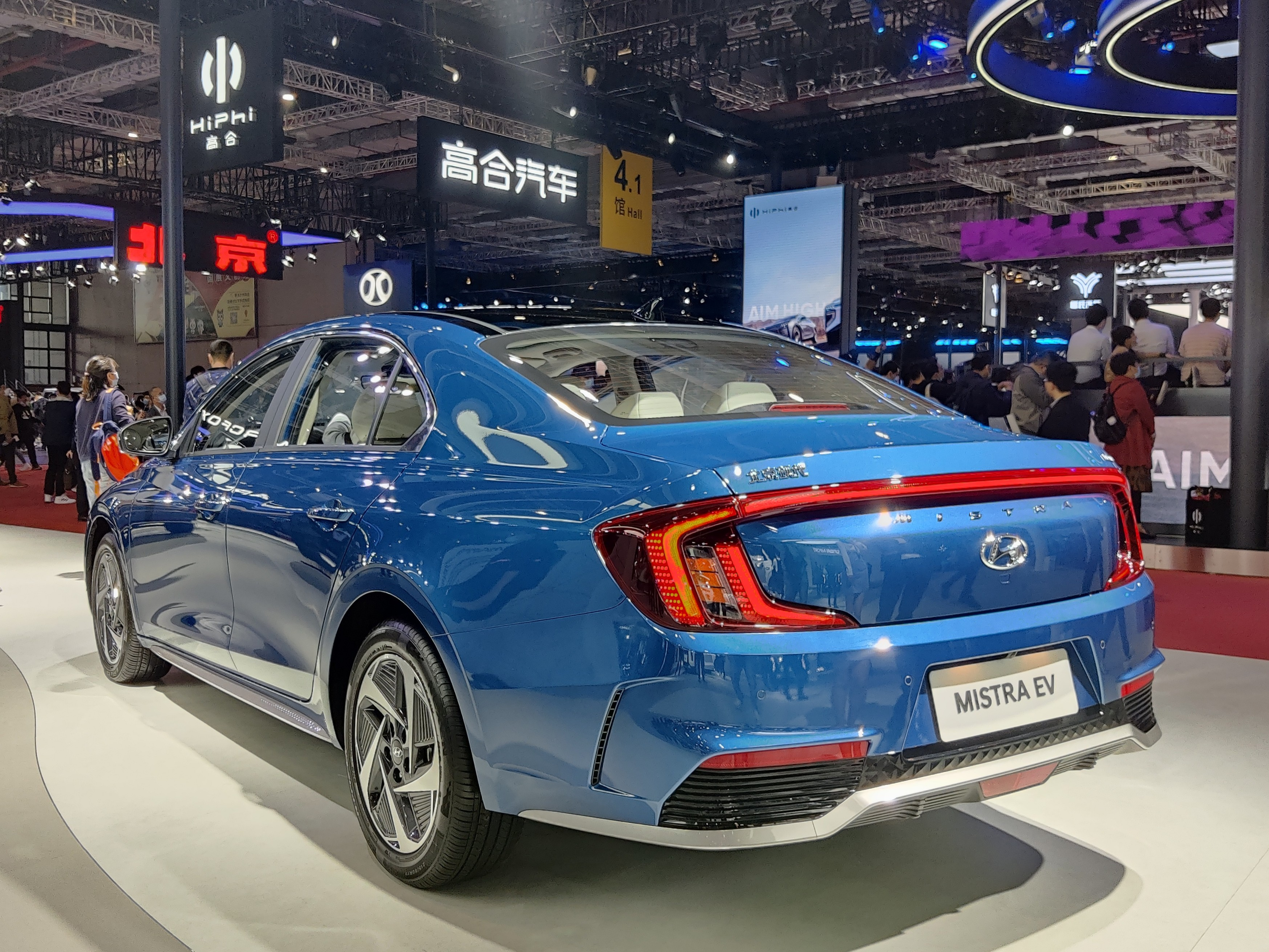
현대 미스트라 EV 후측면